# ハロウィンケーキ
ハロウィンケーキ（英: Halloween cake）は、ハロウィンをテーマとしたデコレーションと象徴で作られたケーキである。黒やオレンジなどの伝統的なハロウィンの色を用い、様々なテーマ・方法でデコレーションされる。祝日を祝う家でのハロウィンのデコレーションの一部である。

## 概要
ハロウィンケーキは、ハロウィンの象徴とテーマで作られる。ケーキとアイシングにオレンジと黒の色をつけて作成される。オレンジはジャック・オー・ランタンを作るために使われるカボチャの色などハロウィンと関連のある伝統的な色である。黒も伝統的なハロウィンの色であり、墓地をテーマにしたケーキなどで使われる。着色料がアイシングに使われる場合もある。キャロットケーキがオレンジ色をしていることからハロウィンケーキとして準備されることがある。スパイスケーキ、チョコレートケーキ、プディングケーキ、チーズケーキとして作られることもある。レイヤーケーキとして、そしてケーキポップやカップケーキとして準備されることもある。休日中のハロウィンのデコレーションの一部として飾られることがある。キャンディコーンは、キャンディパンプキンだけでなく、ケーキのデコレーションとしても使われる。
また、ホステスケーキで知られるアメリカの菓子メーカーホステス・ブランドは、オレンジと黒の縞模様をあしらったホステス・カップケーキのハロウィン仕様「ホステス・スキャーリーケーキ」（"Hostess Scarycakes"）という商品を製造している。
ハロウィンケーキは、ジャック・オー・ランタンとカボチャの見た目で作られる。ハロウィンケーキのテーマには"boogers and slugs"（鼻くそとナメクジ）があり、これは緑のトマトを鼻くそとして使い作られる。また、クモの巣ケーキはクモの巣に似たフロスティングで作られる。墓地をテーマにしたケーキも作られる。その他のテーマとしては、人間の脳に似たケーキや、血のついた歯が上に置かれたカップケーキなどがある。

### ギャラリー

ハロウィンケーキのテーマと例
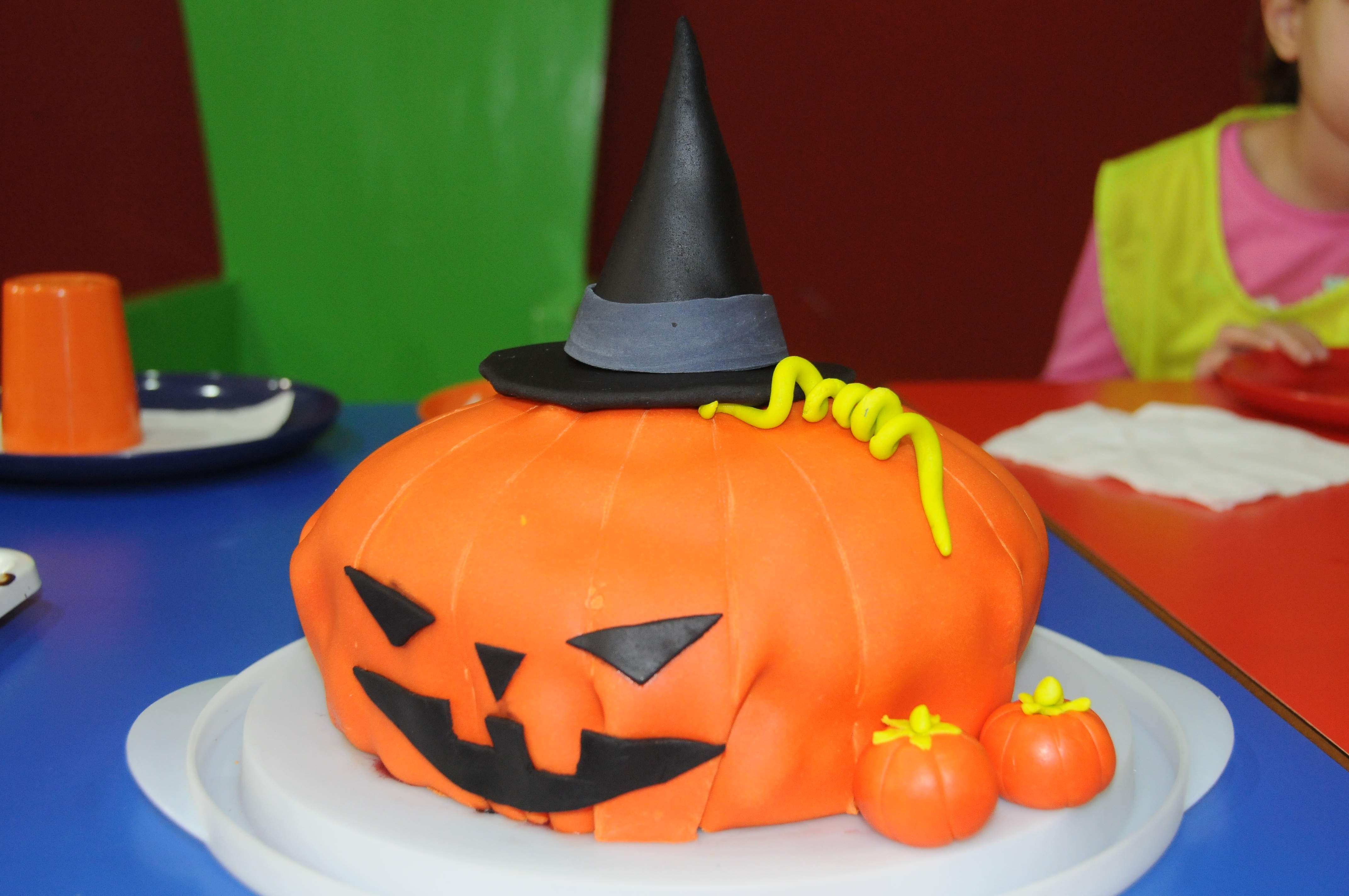
魔女の帽子をかぶったジャック・オー・ランタンのハロウィンケーキ
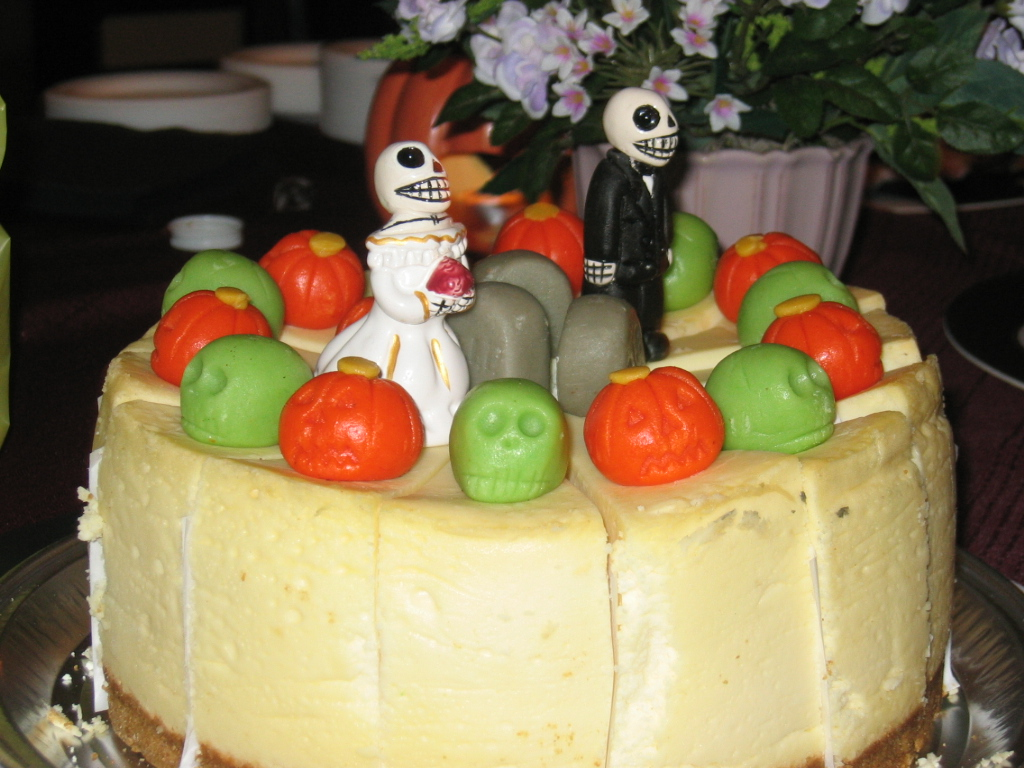
ハロウィンチーズケーキ
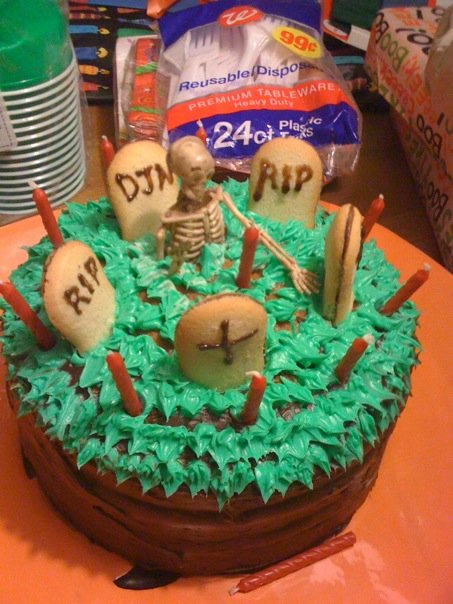
墓地をテーマにしたハロウィンケーキ
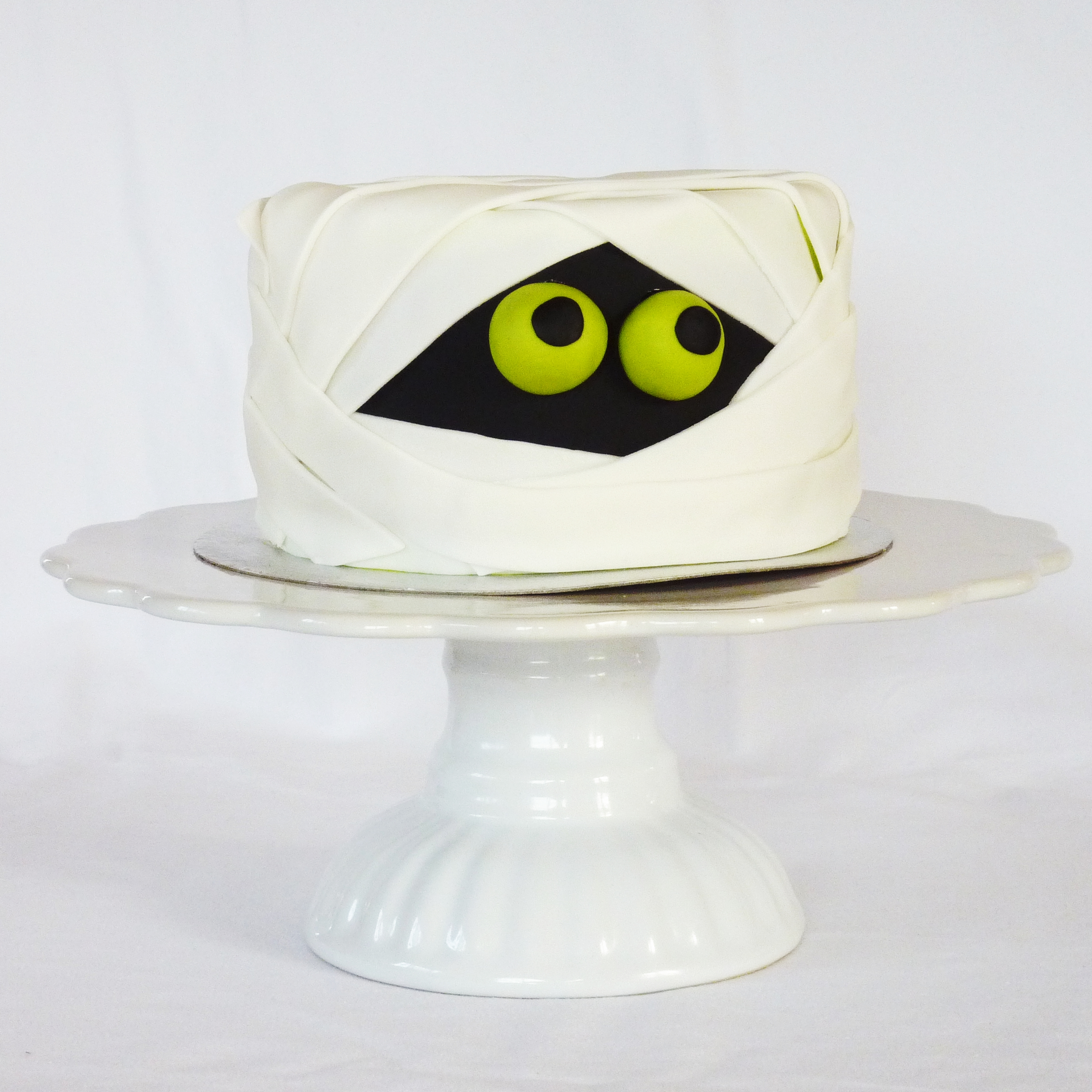
ハロウィンマミーケーキ
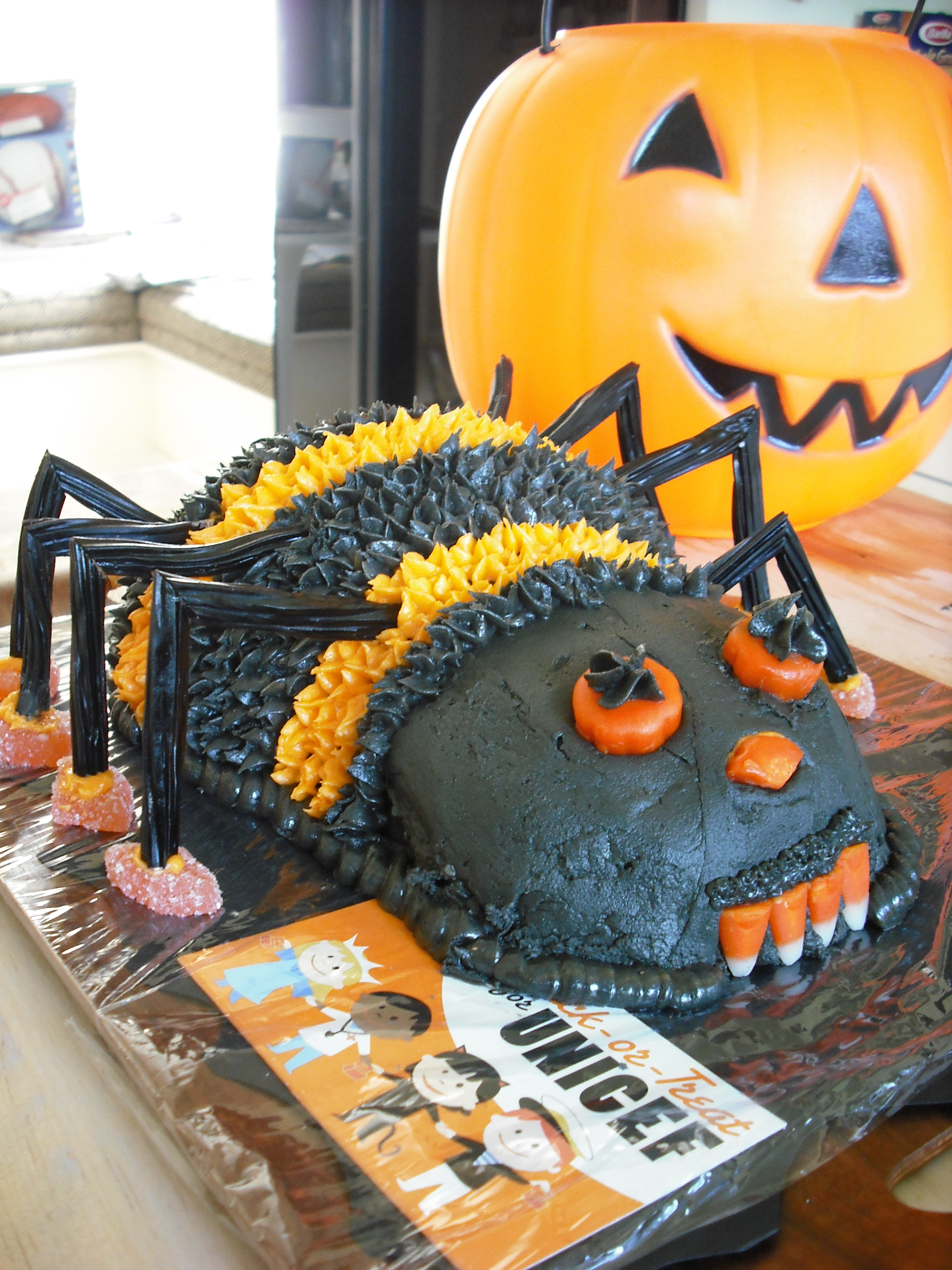
ハロウィンスパイダーケーキ
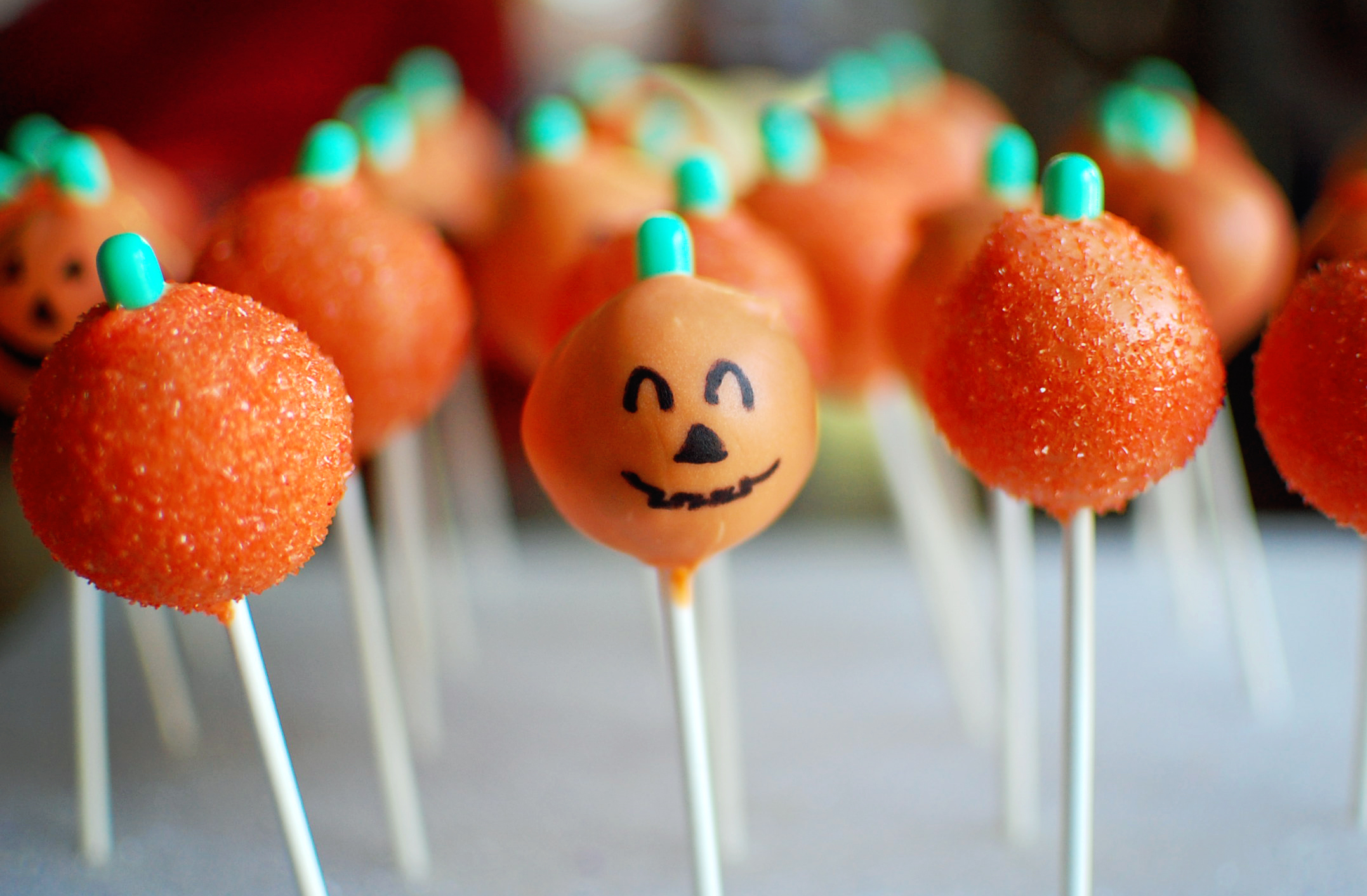
ジャック・オー・ランタンカボチャケーキポップ
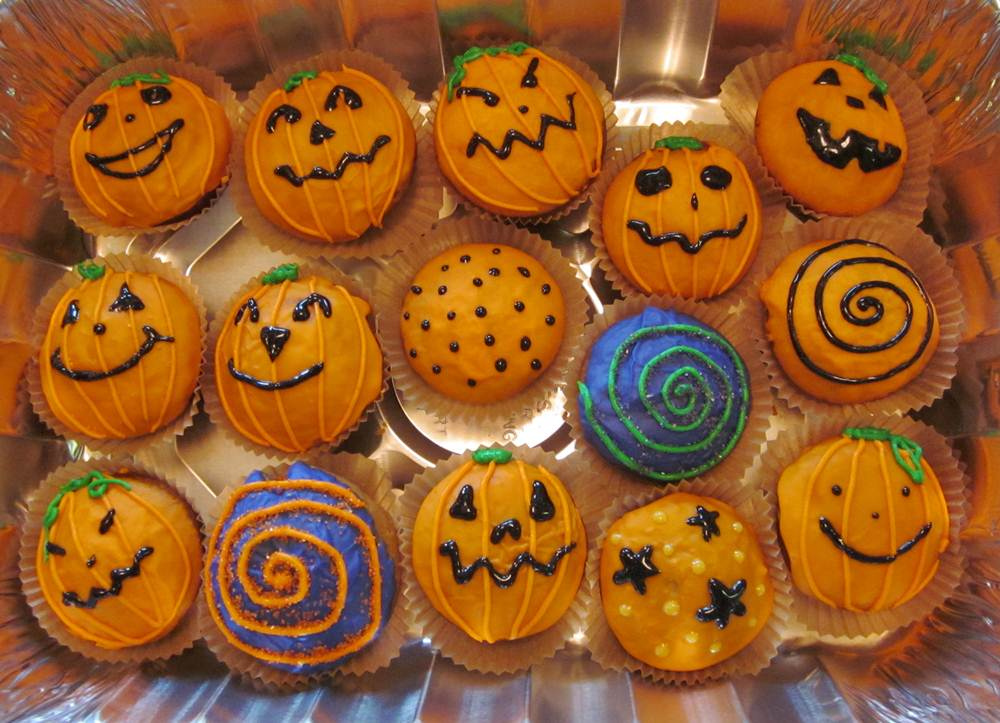
ハロウィンカップケーキ
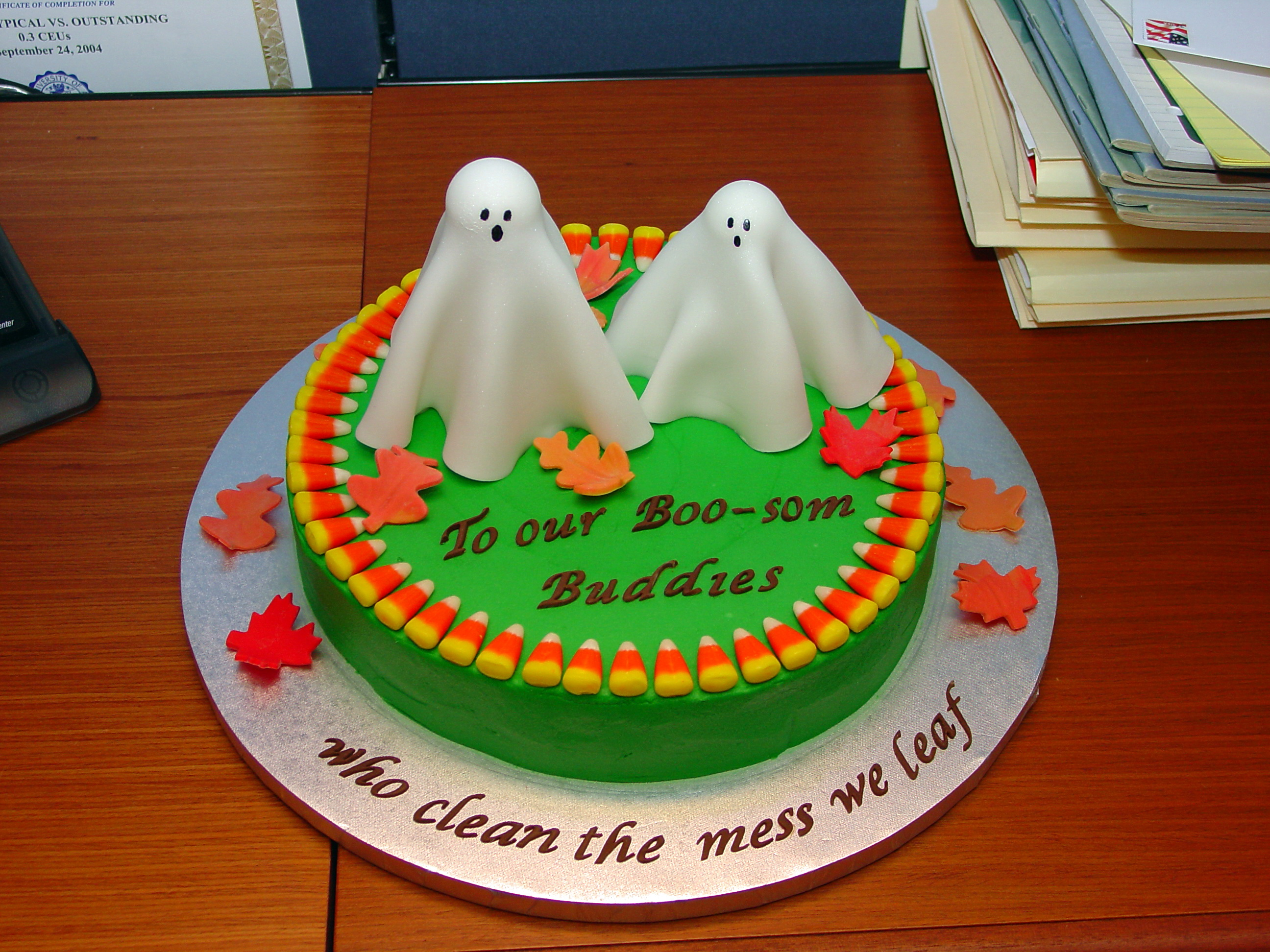
ゴーストケーキ
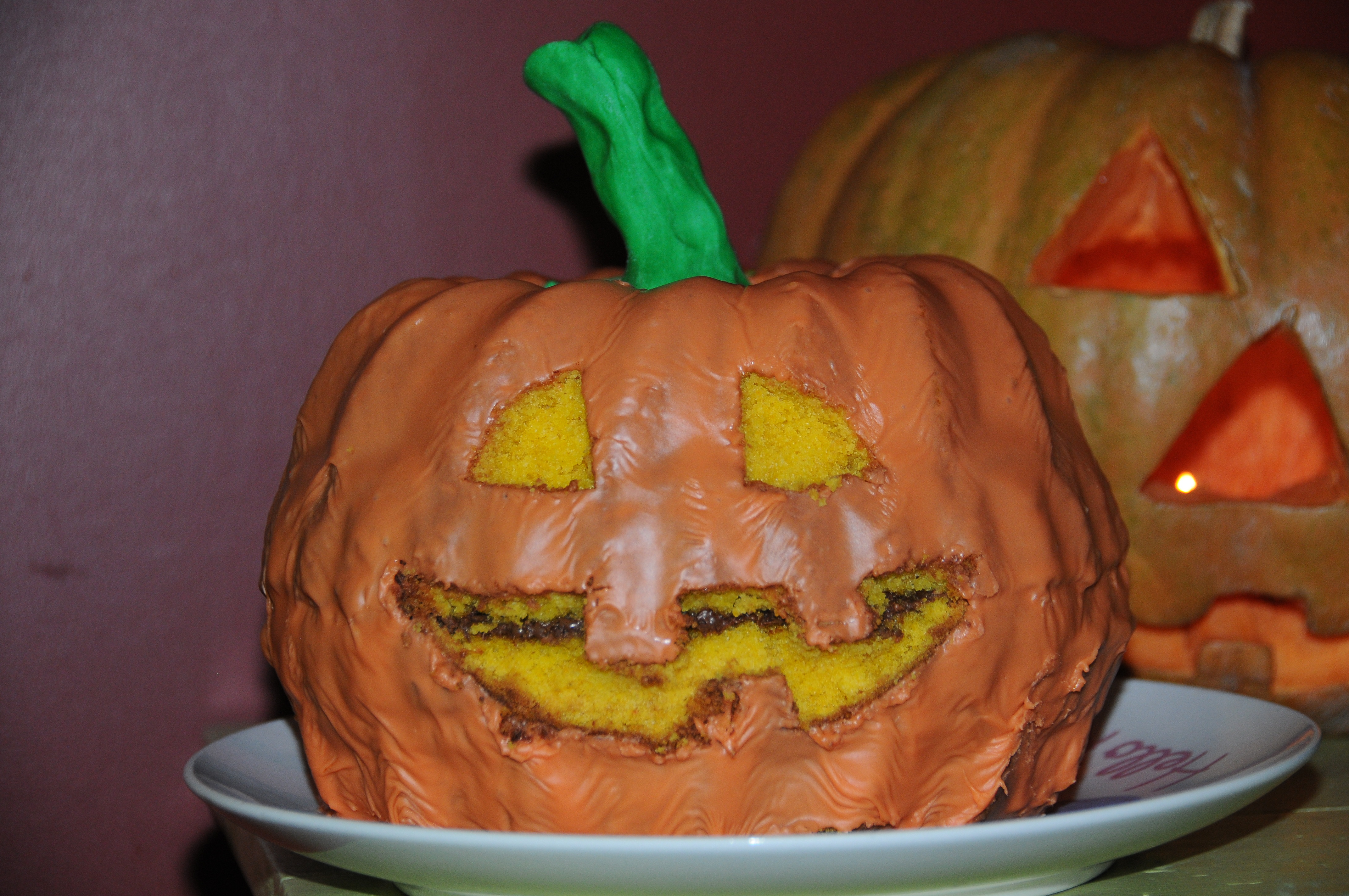
パンプキンハロウィンケーキ

## 関連文献
- “How to make a red velvet brain cake for Halloween”. The Independent (2015年10月28日). 2016年2月6日閲覧。